# Prison d'Ucciardone
La prison d’Ucciardone est une prison italienne située à Palerme, dans la province de Palerme, en Sicile. Elle est construite au XIXe siècle par l'architecte Nicolò Puglia à l'initiative du gouvernement des Bourbons. Sa forme actuelle est due à une rénovation réalisée par l'architecte Emmanuele Palazzotto (it).

## Histoire
Le nom de l'établissement dérive du sicilien u ciarduni, lui-même issu du mot français chardon, cette plante comestible étant autrefois cultivée sur le terrain où s'élèvera plus tard le bâtiment.
L'établissement est conçu au début du XIXe siècle par l'architecte Nicolò Puglia et rénové sous sa forme actuellement par l'architecte originaire de Palerme Emmanuele Palazzotto (it). 
L'établissement entre en activité en 1842, avec le transfert des prisonniers de l'ancienne prison de la Vicaria, transformé par la suite Palazzo delle Reali Finanze également par l'architecte Emmanuele Palazzotto (it).
Le 2 septembre 2014, l'établissement change de statut, passant de casa circondariale (établissement pour détenus en attente de jugement) à casa di reclusione (établissement pour détenus condamnés)[réf. nécessaire].
Depuis le 8 janvier 2018, la prison porte le nom du gardien de prison Calogero Di Bona (it), tué par la mafia le 28 août 1979.

## Détenus notables
De nombreux membres de la mafia sicilienne ont été incarcérés dont Vito Cascio Ferro, qui y meurt, Gaspare Mutolo qui partage sa cellule avec le jeune Salvatore Riina, Gerlando Alberti, Vincenzo Puccio, battu à mort par ses codétenus, Gaetano Badalamenti, Leoluca Bagarella, Lucky Luciano, Gaspare Pisciotta, empoisonné sur place, Stefano Bontate, Tommaso Buscetta.
Certains hommes politiques y ont séjourné, soit pour leurs activités politiques, comme Pio La Torre en 1950, ou inculpés de corruption ou proximité mafieuses parmi lesquels l'ancien maire de Palerme Manlio Orobello et le président de la province Francesco Musotto.
Parmi les autres détenus, on compte également le militant néofasciste Pierluigi Concutelli.

## Événements notables
- En septembre 1866, les révoltés du Sette e mezzo s'attaquent à la prison qui abrite 2300 détenus pour une capacité de 1500[4].
- Entre février 1986 et décembre 1987, le Maxi-procès de Palerme se déroule dans une salle hyper-sécurisée construite spécialement pour l'occasion à proximité de la prison.